# Шохренки
Шо́хренки (рос. Шохренки) — присілок у складі Шабалінського району Кіровської області, Росія. Входить до складу Черновського сільського поселення.
Населення становить 5 осіб (2010, 5 у 2002).
Національний склад станом на 2002 рік — росіяни 100 %.